# Parapoynx euryscia
Parapoynx euryscia is een vlinder uit de familie van de grasmotten (Crambidae), uit de onderfamilie van de Acentropinae. De wetenschappelijke naam van deze soort is voor het eerst gepubliceerd in 1885 door Edward Meyrick.
De spanwijdte is ongeveer 2,5 centimeter.
De soort komt voor in Australië (Victoria en Tasmanië).